# Кодагу

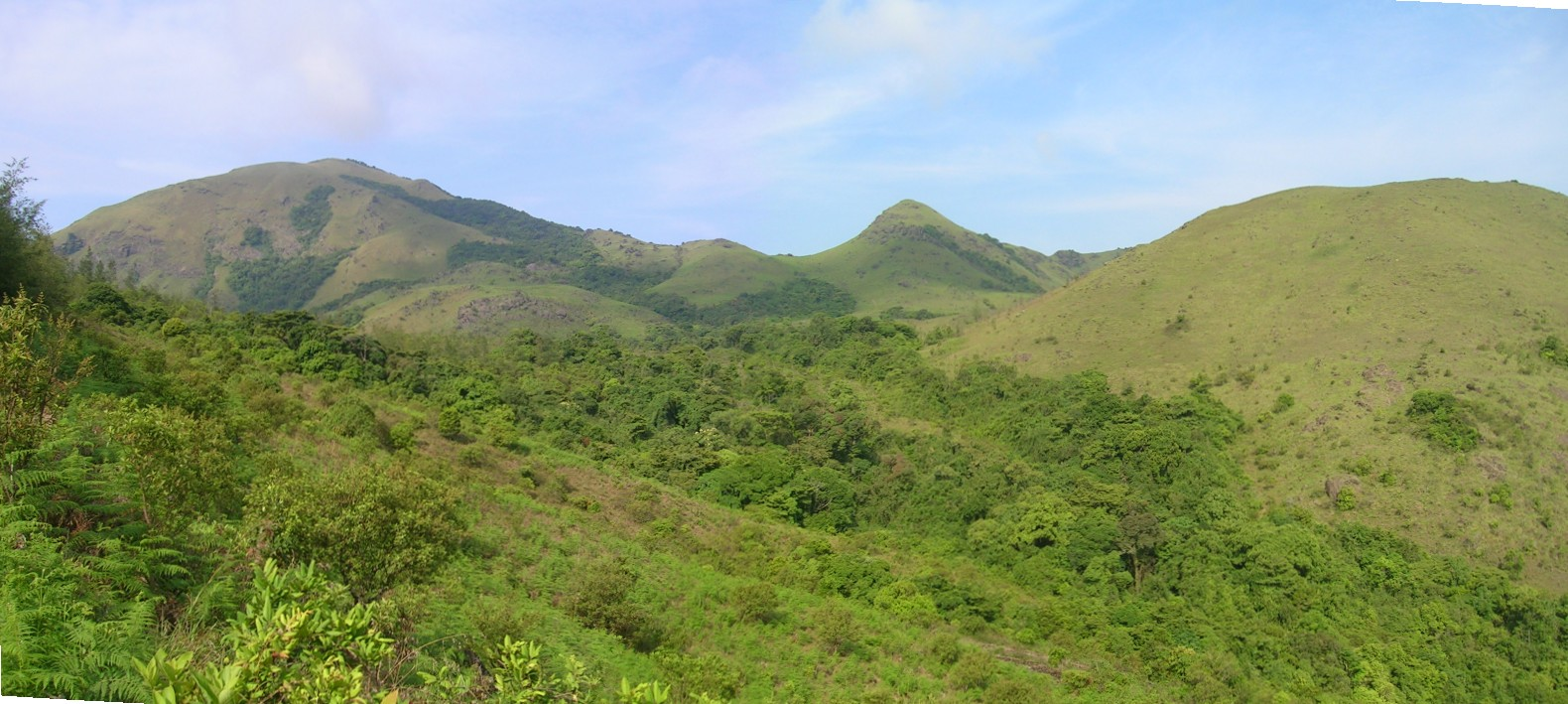
Панорама

Кодагу (канн. ಕೊಡಗು; англ. Kodagu) или Кург (англ. Coorg) — округ в индийском штате Карнатака. Расположен на восточном склоне Западных Гхатов. Административный центр — город Мадикери. Площадь округа — 4102 км². По данным всеиндийской переписи 2001 года население округа составляло 548 561 человек. Уровень грамотности взрослого населения составлял 78 %, что выше среднеиндийского уровня (59,5 %). Доля городского населения составляла 13,7 %.